# 本庄西 (大阪市)
本庄西（ほんじょうにし）は、大阪府大阪市北区にある町名。現行行政地名は本庄西一丁目から本庄西三丁目まで。

## 地理
大阪市北区の北部に位置。東は本庄東、西は東海道本線（JR京都線）を挟んで豊崎、南は中崎西・中崎、北は淀川を挟んで東淀川区柴島に接する。
地内は南北に細長く、中央部には城北公園通が東西に走る。

### 河川
- 淀川

## 歴史
元は西成郡本庄村の一部。

### 沿革
- 1889年（明治22年）4月1日 町村制施行により、豊崎村大字本庄となる。
- 1912年（明治45年）1月1日 町制施行により、豊崎町大字本庄となる。
- 1925年（大正14年）4月1日 大阪市第二次市域拡張により、東淀川区本庄町となる。
- 1927年（昭和2年） 本庄中通・本庄西通に改称。
- 1943年（昭和18年）4月1日 新設の大淀区へ転属。
- 1977年（昭和52年） 本庄西の現行行政地名に改称。
- 1989年（平成元年）2月13日 大淀区と北区（旧）の合区により、北区へ転属。

## 世帯数と人口
2019年（平成31年）3月31日現在の世帯数と人口は以下の通りである。
| 丁目         | 世帯数    | 人口    |
| ------------ | --------- | ------- |
| 本庄西一丁目 | 1,263世帯 | 2,301人 |
| 本庄西二丁目 | 1,132世帯 | 1,791人 |
| 本庄西三丁目 | 924世帯   | 1,641人 |
| 計           | 3,319世帯 | 5,733人 |

### 人口の変遷
国勢調査による人口の推移。
| 1995年（平成7年）  | 3,474人 | [ 5 ] |  |
| 2000年（平成12年） | 3,866人 | [ 6 ] |  |
| 2005年（平成17年） | 4,339人 | [ 7 ] |  |
| 2010年（平成22年） | 4,598人 | [ 8 ] |  |
| 2015年（平成27年） | 5,007人 | [ 9 ] |  |

### 世帯数の変遷
国勢調査による世帯数の推移。
| 1995年（平成7年）  | 1,602世帯 | [ 5 ] |  |
| 2000年（平成12年） | 2,000世帯 | [ 6 ] |  |
| 2005年（平成17年） | 2,311世帯 | [ 7 ] |  |
| 2010年（平成22年） | 2,609世帯 | [ 8 ] |  |
| 2015年（平成27年） | 2,878世帯 | [ 9 ] |  |

## 学区
市立小・中学校に通う場合、学区は以下の通りとなる。北区内の全ての市立中学校と、大阪市内の小中一貫校が対象で学校選択が可能（抽選を実施）。
| 丁目         | 番                        | 小学校                 | 中学校             |
| ------------ | ------------------------- | ---------------------- | ------------------ |
| 本庄西一丁目 | 全域                      | 大阪市立豊崎本庄小学校 | 大阪市立豊崎中学校 |
| 本庄西二丁目 | 21番（一部） 22番（一部） | 大阪市立豊崎小学校     | 大阪市立豊崎中学校 |
| 本庄西二丁目 | その他                    | 大阪市立豊崎本庄小学校 | 大阪市立豊崎中学校 |
| 本庄西三丁目 | 全域                      | 大阪市立豊崎本庄小学校 | 大阪市立豊崎中学校 |

## 事業所
2016年（平成28年）現在の経済センサス調査による事業所数と従業員数は以下の通りである。
| 丁目         | 事業所数  | 従業員数 |
| ------------ | --------- | -------- |
| 本庄西一丁目 | 61事業所  | 232人    |
| 本庄西二丁目 | 105事業所 | 881人    |
| 本庄西三丁目 | 56事業所  | 1,322人  |
| 計           | 222事業所 | 2,435人  |

## 施設

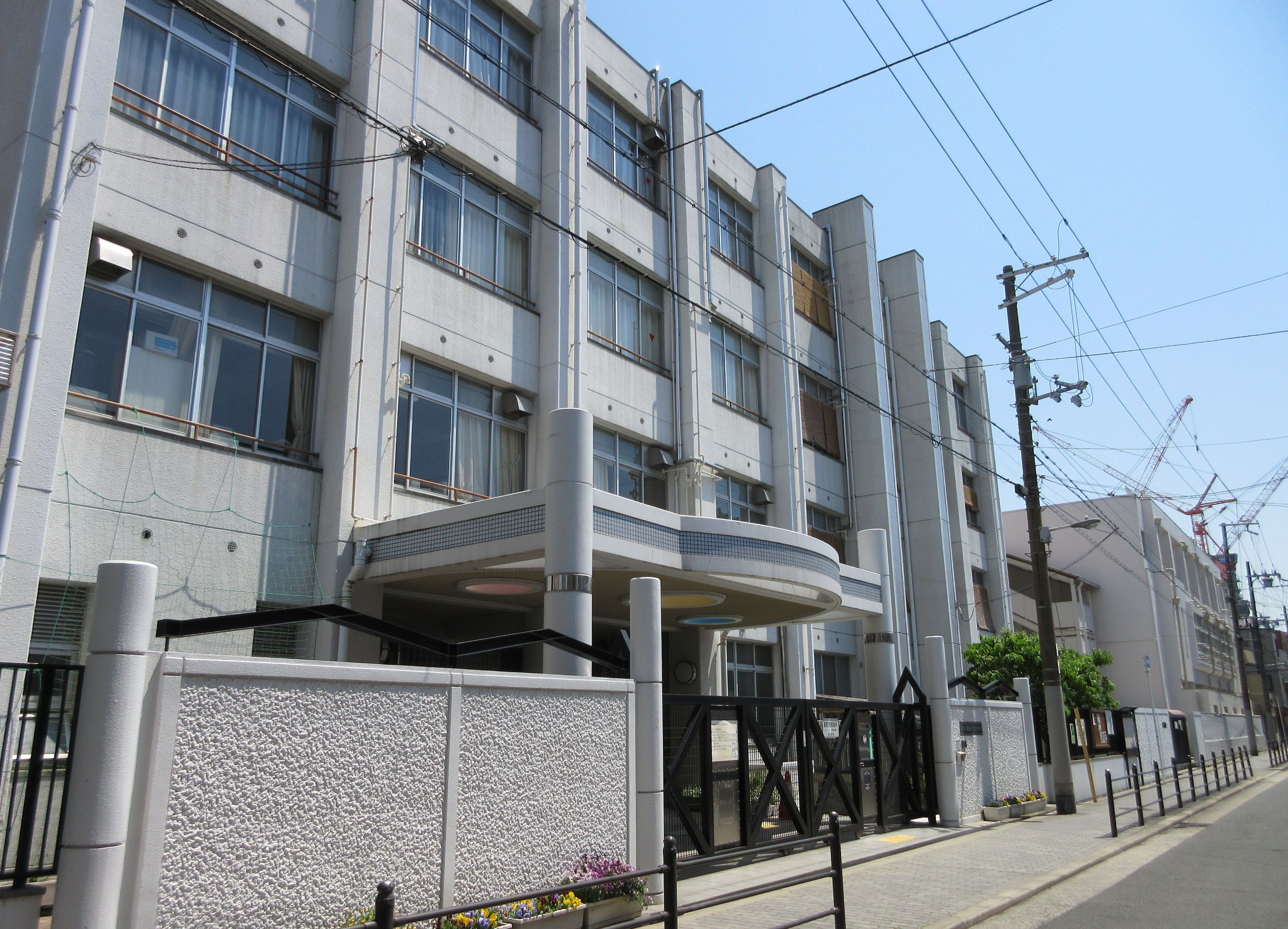
大阪市立豊崎本庄小学校

- 本庄公園
- 大阪市立豊崎本庄小学校
- ビジュアルアーツ
- 三宝寺

## 交通

### 鉄道
- Osaka Metro 堺筋線・谷町線、阪急電鉄 千里線　天神橋筋六丁目駅（駅そのものは天神橋にある）
- Osaka Metro御堂筋線 中津駅（駅そのものは中津にある）

### 道路
主要地方道
- 大阪市道中津太子橋線（城北公園通）

## その他

### 日本郵便
- 〒531-0073[3]（集配局：大阪北郵便局[12]）